# Agelena fagei
Agelena fagei es una especie de araña del género Agelena, familia Agelenidae. Fue descrita científicamente por Caporiacco en 1949.

## Distribución
Esta especie se encuentra en Kenia.